# Плугин, Владимир Александрович
Влади́мир Алекса́ндрович Плу́гин (30 июля 1937, Гусь-Хрустальный Владимирской области — 6 декабря 2003, Москва) — советский и российский историк-источниковед, доктор исторических наук, профессор кафедры источниковедения исторического факультета МГУ, знаток русских летописей, историк русской иконописи, жизнеописатель Андрея Рублёва.

## Биография
Выпускник исторического факультета МГУ. Учителя — М. Т. Белявский (1913—1989), В. Н. Лазарев (1897—1976). Выдающийся преподаватель, участвовавший в создании университетских учебников и воспитавший в Университете ряд учеников, которые впоследствии заняли в научном сообществе историков высокое положение. Автор ряда статей в фундаментальном просветительском проекте Энциклопедия для детей.
С января 1968 года до последнего дня своей жизни являлся сотрудником кафедры источниковедения. На кафедру пришел после работы во Владимиро-Суздальском историко-художественном и архитектурном музее-заповеднике. В 1969 году он защитил кандидатскую диссертацию на тему «Мировоззрение Андрея Рублева». В 1994 году им была защищена докторская диссертация «Андрей Рублев и духовная жизнь Руси конца XIV — первой трети XV вв. (Комплексное исследование изобразительных и письменных источников)».
Умер 6 декабря 2003 года. Похоронен в Ногинском районе на Богородском кладбище (уч. 14).

## Память
Первые научные «Чтения памяти В. А. Плугина» состоялись в МГУ 12 октября 2007 года. Вторые прошли в 2012 году, а третьи в 2017-м.